# ضیاءالملک زوزنی
ضیاءالملک زوزنی یا ضیاءالملک عارض زوزنی یکی از سه حاکم و فرماندار شهر نیشابور در زمان حمله مغول به نیشابور بود. سلطان محمد خوارزمشاه در مقابل حمله چنگیز خان، به بهانه آنکه لشکر جدیدی را آماده کند، به سوی خراسان گریخت و بر طبق خبری، وی در تاریخ ۱۲ صفر ۷۱۷ هجری ۱۸ آوریل ۱۲۲۰ وارد نیشابور شد سلطان محمد در لحظات آخر ترک نیشابور، فخرالملک نظام‌الدین ابوالمعالی کاتب جامی، ضیاءالملک عارض زوزنی و مجیرالملک کافی را مأمور اداره شهر کرده بود. با رسیدن سرداران مغول حکام سه گانه شهر به آنان پیام داده و اظهار اطاعت کردند. مغولان پس از گرفتن آذوقه از نیشابور گذشتند و تا مدتی بعد لشکرهای دیگر آنان نیز که در پی می‌آمدند، از نیشابور گذشته در تعقیب سلطان بسوی غرب می‌راندند. اما چون مدتی از اعزام لشکرهای مغول به سوی غرب خبری نشد و جلال‌الدین خوارزمشاه هم در افغانستان کنونی به پیروزی‌هایی بر مغولان دست یافت، اهالی خراسان به جنبش و جوشش درآمدند و علیه آنان بپاخاستند. در این میان اهالی طوس پیشقدم شدند و با کشتن سربازان مغول ساکن آنجا، مردم نیشابور را نیز به همراهی با خویش دعوت کردند. نیشابوریان نیز که مستعد قیام بودند، با آنان همراه شدند. 
در روز دهم صفر در فصل بهار ۶۱۸ هجری ۱۲۲۱ میلادی بعد از شکست دفاع مردم شهر نیشابور و پس از ریختن سربازان مغول به درون شهر نیشابور به غیر از ضیاءالملک زوزنی تنی چند از بزرگان آن شهر از جمله مجیرالملک کافی و شیخ فریدالدین عطار شاعر و عارف بزرگ نیز کشته شدند.